# 英和辞典

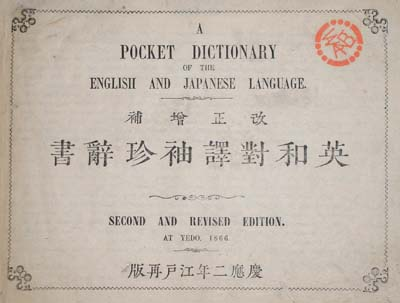
『英和対訳袖珍辞書』
1866年（慶應2年）に出版された増補改訂版

英和辞典（えいわじてん）は、英単語の意味や用法を日本語で解説した辞典である。

## 概要
英和辞典には一般に英単語の発音、品詞、日本語の意味、そして用例が記述されている。発音は主として国際音声記号によって示される。初学者向けの学習辞典ではカタカナによって示されていることもある。単語によっては本来の英語すなわちイギリスでの発音とアメリカでのそれが併記されている場合が多い。なお和英辞典では通常発音は示されていない。
中学、高校生など英語学習者の便宜をはかるため基本語、重要語には印あるいは強調して表記されていることが多い。また小型のものには和英辞典と一体となったものもある。
日本で出版されている英和辞典は英単語が見出しにあり、それに対して日本語訳及びその用例が用いられている。この用例は英英辞典を原典にしているものが多く、用法、語法上の注意点などもこの英英辞典から引用されている事例も少なくない。
対して、アメリカなど海外で販売されている第二言語学習者向けの英和辞典も存在する。これらは英単語に対して日本語を単漢字的に当てはめているものが多く、一般的な英文の中で、日本語の意味を重点的にピックアップしているものや、日本語部分を詳しく説明しているものもある。

## 構成

### 見出し語
英単語ごとに見出し語として掲げられ、アルファベット順に配列される。通常、同じ綴りでも語源が異なる場合には別項となる。また、綴りが米国と英国で異なる場合もあるが、日本の英和辞典では米国での表記が先に掲げられることが多い。分節については「・」で区切られていることが多い。

### 解説
各見出し語では次のような解説が置かれる。
- 発音 - 多くは発音記号による。カタカナによる辞典もある。米国と英国で異なる場合には注記される。
- 語義
- 品詞 - 名詞については語義解説で可算名詞と不可算名詞の区分けを行う英和辞典もある。また、動詞については語義解説で自動詞と他動詞の区分けを行う英和辞典もある。
- 語形変化

#### 発音表記
英和辞典のみならず、英語の辞書には主に3つの発音表記が存在する。
| 「音量表記（quantitative transcription）」                   | 音質の違う音素に敢えて同じ発音記号を用い、音の長さ（音量）の違いのみを明示する発音表記。ジョーンズ式（Jonesian system）とも。例えば、beatとbitの母音音素の違いを音量表記で示すならば、/i:/と/i/になる。                                                             |
| 「音質表記（qualitative transcription）」                    | 長音を表す長音符号（:）を用いずに、音質の違いのみを明示する発音表記。異なる音質の音素は、異なった記号で表記される。例えば、beatとbitの母音音素の違いを音質表記で示すならば、/i/と/ɪ/になる。                                                                        |
| 「音質音量表記（qualitative - quantitative transcription）」 | 音質の違いと長さの違いの両方を明示する発音表記。ギムソン式（Gimsonian system）とも。異なる音質の音素は、異なった記号で表記されるが、長さの違いを明示するために長音符号（:）も用いる。例えば、beatとbitの母音音素の違いを音質音量表記で示すならば、/i:/と/ɪ/になる。 |

日本においては、大正時代以来、長きにわたって英和辞典に「音量表記」が用いられてきた。だが、音の違いを音の長さの違いのみで明示することが出来るという音量表記の長所が逆にあだとなり、例えば、上記の例にも登場したbeatとbitの母音音素の違いは、本来は音の長さではなく、音質に違いがあるにもかかわらず、あたかも音の長さの違いが両者の違いであると読者に受け止められかねない状況になっている。
そのため、今日では、イギリスで出版されている全ての英語発音辞典と学習英英辞典、及び主要な一般英英辞典が採用している「音質音量表記」を採用する傾向がみられ、特に『ジーニアス英和辞典』第4版など、ここ10年ほどの間に新たに出版又は改訂された英和辞典の殆どは「音質音質表記」である。
余談だが、「音質表記」については、1944年にアメリカ英語の発音辞典である『A Pronouncing Dictionary of American English』（Thomas A.Knottとの共著）を出版したJ.S.Kenyonなど、アメリカの音声学者や言語学者に支持者が多いが、日本の英和辞典に採用例はない。

## 歴史

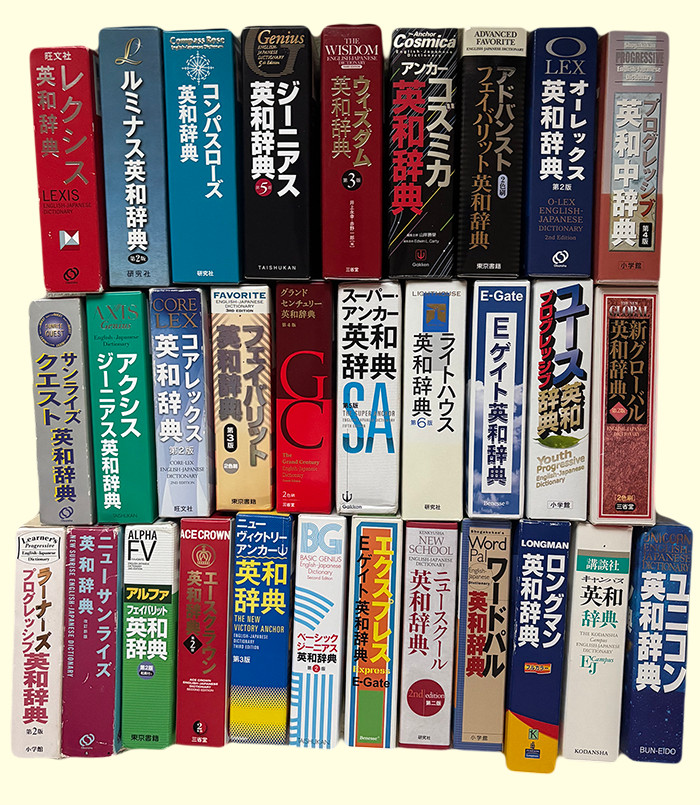
日本の英和辞典

それまでの蘭学に変わって英学が台頭したのは19世紀に入ってからである。フヴォストフ事件やフェートン号事件など、列強諸国との軋轢が相次いだことをきっかけに、江戸幕府は長崎通詞にフランス語、ロシア語、英語の学習を命じた。1810年（文化7年）頃広く用いられていた『蘭和辞典』の和訳を加えて、1814年（文化11年）に完成したのが、後年福澤諭吉も使用したという史上最初の英和辞典『諳厄利亜語林大成』である。
やがて日米和親条約を皮切りに、欧米諸国との和親条約・修好通商条約が次々と締結されていったが、とりわけ日英修好通商条約以後に英語を正式とする旨が条項として記された。1862年に洋書調所から刊行された『英和対訳袖珍辞書』は、こうした英語への関心と需要の高まる時代背景を受けたものである。
大正年間には博育堂より『詳解英和辞典』を刊行。これは従来の百科事典的性格を持ったものではなく、日常会話を重視したものであった。また、日本語にはない前置詞の特徴に重点を置き、語学研究の礎となり、後に英文法に対する研究書も出版されている。
昭和になり、英和辞典は大きく変化を遂げた。昭和2年刊行『新英和大辞典』はコウビルドの編集方針を資料とし、昨今に至り主流となっているJones式発音表記や、英単語を覚える目安となり得る語義、語源を採用するなどした。昭和11年に刊行された『岩波英和辞典』は小型辞典の元祖とも呼ぶべき存在となっている。
戦後になり、英語、とりわけ英和辞典の発達は学校教育の浸透と深い関わりを持ち、数多くの辞書、教科書出版社が刊行を競っている。中でも昭和42年研究社『英和中辞典』の刊行によって頻出英単語がランク分けされるなど、英和辞典は学習辞典として大きな役割を担うようになり、競合品にも多大な影響を与えた。
英和辞典内部の具体的な変容としては1980年代にコロケーションという慣用表現、成句の概念が三省堂の『グローバル英和辞典』で大きく採り上げられ注目される。その概念は後発の『ジーニアス英和辞典』（大修館書店）によって一般化し、基本英文法を重視した同辞典は電子手帳の辞書などにも採用され大きくシェアを伸ばすこととなり、同辞典の躍進は競合他社に大きく波及した。また、この頃は英文読解のために特化された1984年のリーダーズ英和辞典（研究社）や語源、語義に重きを置いた1987年の『プログレッシブ英和中辞典』（小学館）など専門的、かつ高度な辞典が相次いで刊行されている。その一方で、初学者に寄り添って解りやすい内容を重視した『ニューアンカー英和辞典』（学習研究社）、『フェイバリット英和辞典』（東京書籍）なども登場し、一般人向けから小学生向けまで多種多様となった。
また、この頃から専門家向けの中辞典、大辞典（10万字以上）、難関校、大学向けの上級（8万～10万字）、高校生向けの中級（6万～8万字）、中高生向けの初級（4万～6万字）、更には中学生向け、小学生向け辞書などに分別されていった。
平成5年に提起された学習要領では、それまでの英文法、語法重視からコミュニケーションに比重が置かれるようになる。それにしたがい、英和辞典も受験英語寄りよりネイティブを意識した内容に変遷を遂げた。コーパスというネイティブによる頻用語分析手法を採用し、大きく注目されたのが三省堂の『ウィズダム英和辞典』である。また、ベネッセの『Eゲイト英和辞典』によってコアイメージというネイティブによる品詞のイメージマップが注目され、これらは後発の多くの辞典で採用されるようになっている。一方で、旺文社は『レクシス英和辞典』よりデータ分析一辺倒による内容の偏りに一石を投じ、ネイティブへの用法、語法アンケートを採用したプラネットボードで注目されるようになり、これは後継のレックスシリーズ（オーレックス、コアレックス）でも継承されている。また研究社は、2012年に刊行された『ライトハウス英和辞典』第6版から英語圏のコミュニケーション手法であるポライトネスを辞典で大きく採り上げ、上級版の『コンパスローズ英和辞典』でも採用した。
昨今の主な出版社として研究社、小学館、大修館書店、三省堂、Gakken、旺文社、東京書籍、ベネッセなどがある。
以下に主だった出版物を列挙する。
- 1857年：『英語箋』[注 3]
- 1873年：『英和字彙・附音插図』日就社[7]
- 1881年：『哲学字彙』[7]
- 1887年：『英和双解隠語彙集』金港堂[7]
- 1888年：『和訳英字彙・附音插図』大倉書店[7]、『ウェブスター氏新刊大辞書和訳字彙』三省堂[7]
- 1902年：『新訳英和辞典』三省堂[7]
- 1911年：『模範英和辞典』三省堂[7]
- 1915年：『熟語本位英和中辞典』
- 1922年：『袖珍英和辞典』三省堂
- 1926年：『コンサイス英和辞典』三省堂
- 1927年：『新英和大辞典』研究社
- 1936年：『岩波英和辞典』岩波書店
- 1941年：『簡約英和辞典』研究社
- 1954年：『新クラウン英和辞典』三省堂
- 1956年：『新簡約英和辞典』研究社
- 1958年：『岩波英和辞典（新版）』岩波書店
- 1967年：『新英和中辞典（第2版）』研究社
- 1970年：中島文雄『岩波英和大辞典』岩波書店
- 1971年：『新英和中辞典（第3版）』研究社
- 1972年：『アンカー英和辞典（初版）』学研教育出版、『スタディ英和辞典（新装ワイド版）』旺文社[20]
- 1973年：岩崎民平『現代英和辞典』研究社、『小学館ランダムハウス英和大辞典（初版）』小学館
- 1975年：鳥居次好『旺文社・英和中辞典』旺文社、佐々木達『新コンサイス英和辞典』三省堂、『旺文社・英和中辞典（特装版）』旺文社[21]
- 1976年：岩崎民平『現代英和辞典（携帯版）』研究社
- 1977年：『新英和中辞典（第4版）』研究社
- 1978年：『ユニオン英和辞典』研究社[22]
- 1980年：『プログレッシブ英和中辞典（初版）』小学館
- 1981年：『アンカー英和辞典（第2版）』学研教育出版
- 1984年：『リーダーズ英和辞典（初版）』研究社、『スタディ英和辞典（改訂版）』旺文社[23]、竹林滋・小島義郎『ライトハウス (辞典)（初版）』研究社
- 1985年：『新英和中辞典（第5版）』研究社、佐々木達『グローバル英和辞典』三省堂
- 1987年：『プログレッシブ英和中辞典（第2版）』小学館、小西友七『ジーニアス (辞典)（初版）』大修館書店、『ニュー・アンカー英和辞典』学習研究社
- 1998年；『スーパーアンカー英和辞典』学研
- 2001年：『フェイバリット英和辞典』東京書籍[24][25]
- 2003年：『ウィズダム英和辞典（初版）』三省堂
- 2005年：『ルミナス英和辞典（第2版）』研究社[26]、『コアレックス英和辞典』旺文社[27][28]。
- 2008年：『オーレックス英和辞典』旺文社[29][30]
- 2018年：赤須薫『コンパスローズ英和辞典』研究社[31]